# چول عرب
چول عرب (به لاتین: Çöl Ərəb) یک منطقه مسکونی در جمهوری آذربایجان است که در شهرستان کردامیر واقع شده است. چول عرب ۵۲۶ نفر جمعیت دارد.